# Rössmund

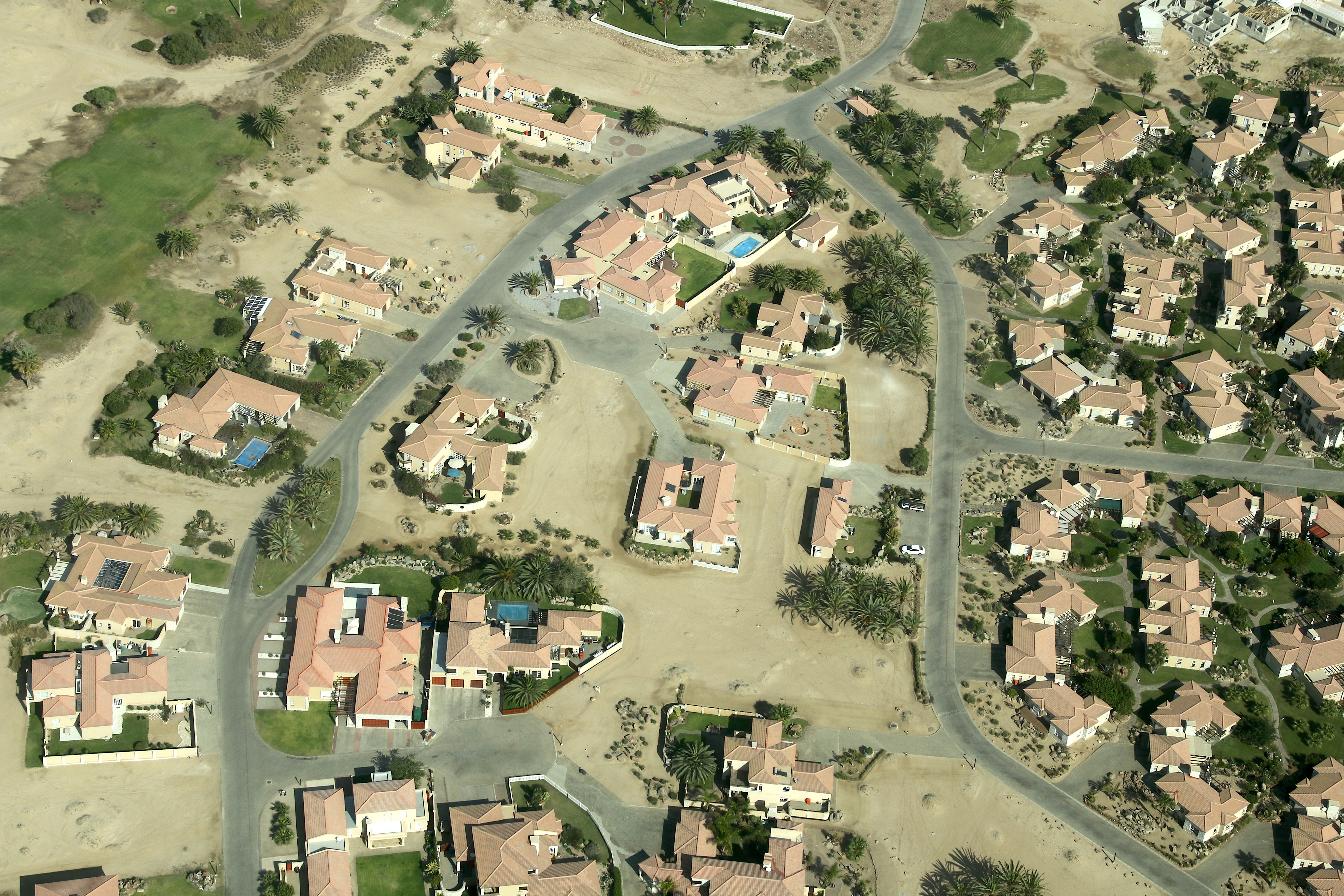
Rössmund Village und Teil des Golfplatzes Rössmund (2018)

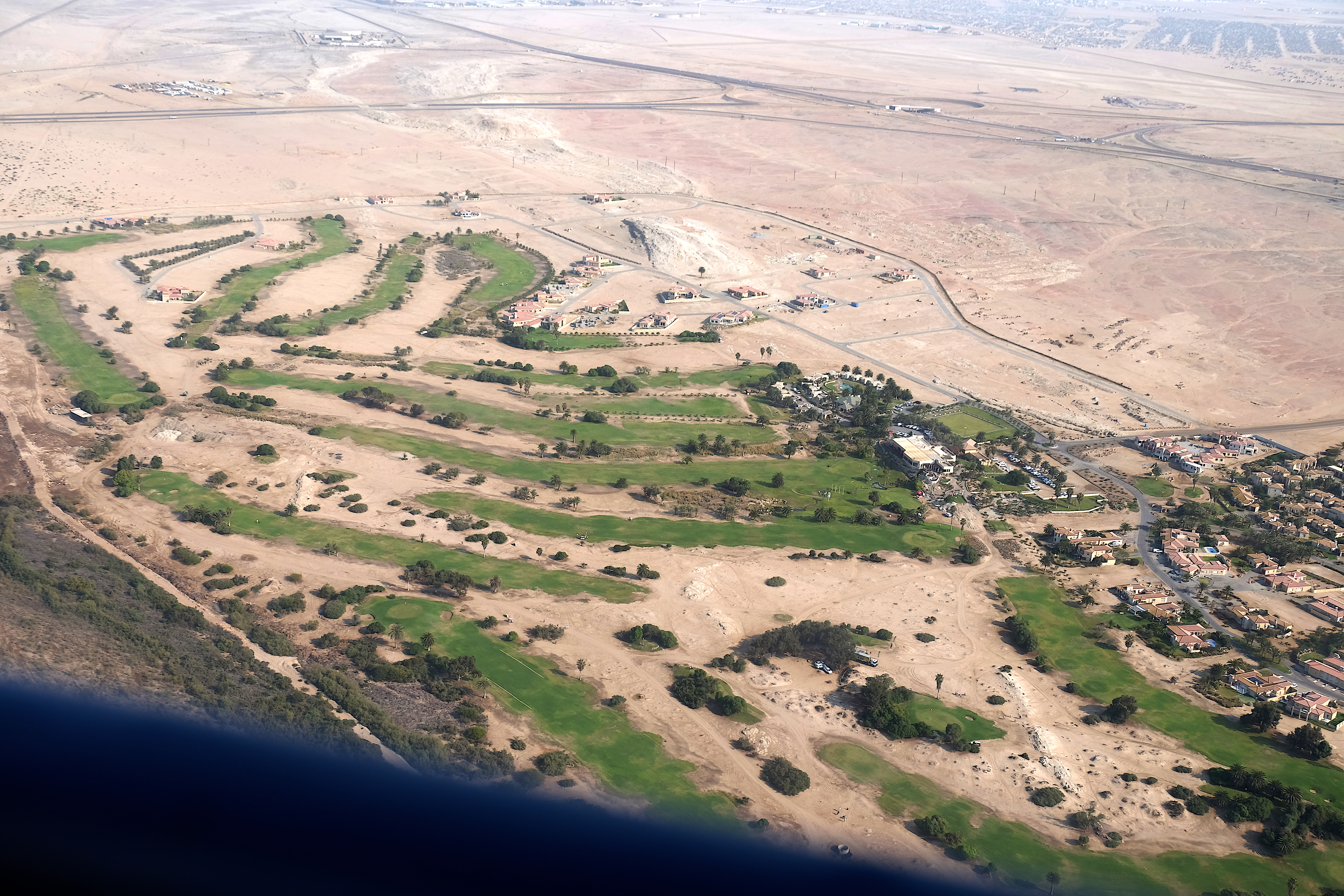
Rössmund-Golfplatz (2019)

Rössmund (englisch Rossmund) ist eine Ansiedlung am östlichen Rand von Swakopmund in der Region Erongo in Namibia. Sie kann weitestgehend, gemeinsam mit Heritage Hill zum Stadtteil River Plots gezählt werden.
Es gibt hier:
- den Rössmund Golf Course,[2] auch Rössmund Desert Golf Course genannt,
- das Wohnquartier  Rössmund Estate, auch Rössmund Village[3] genannt  und
- die Rössmund Lodge.

Das Gebiet liegt 45 Meter über dem Meer, sieben Kilometer östlich des Swakopmunder Stadtzentrums und drei Kilometer südöstlich des Flugplatz Swakopmund. Am südlichen Rand der Anlage verläuft der Swakop. Rössmund hat direkten Anschluss an die Nationalstraße B2 von Swakopmund nach Windhoek. Vier Kilometer östlich Rössmunds lag an der früheren Bahnstrecke Swakopmund–Windhoek die Bahnstation Nonidas.